# Кірстін Мальдонадо
Кірстін Тейлор Мальдонадо (англ. Kirstin Taylor Maldonado; 16 травня 1992) — американська співачка, автор пісень і актриса. Вона найзнаніша як меццо-сопрано а капела групи Pentatonix. З групою вона випустила сім студійних альбомів, отримала три премії Греммі і продала понад шість мільйонів альбомів.
Мальдонадо випустила свій дебютний сольний сингл «Break a Little» 19 травня 2017 року під назвою Kirstin™ (стилізовано як kırstın™; ™ розшифровується як «Taylor Maldonado»). 

Її перший мініальбом «Love» (стилізований під L O V E) вийшов 14 липня. У 2018 році Мальдонадо дебютувала в Бродвейському театрі в ролі Лорен у мюзиклі Kinky Boots.

## Життєпис
Кірстін Тейлор Мальдонадо народилася у Форт-Верт, Техас 16 травня 1992 року. Її мати, Анжеліка Мальдонадо (англ. Angelica Maldonado), має іспанське та італійське походження, а її батько, Майкл Сіснерос (англ. Michael Cisneros), має мексиканське походження. Її виховувала мати в Арлінгтоні, Техас. Кірстін було лише п'ять років, коли вона вперше висловила бажання стати співачкою. У вісім років вона співала на весіллі своєї матері, зрештою переконавши матір записати її на уроки вокалу. Вона також пішла в театр і знялася в кількох місцевих постановках. Саме завдяки цій театральній спільноті Мальдонадо познайомився з Мітчем Грассі, майбутнім членом Pentatonix.
Мальдонадо відвідувала католицьку школу Святого Розарію, а пізніше Середня школа Мартін. У середній школі Мартіна вона зустріла Скотта Хоїнга, з яким вони з Грассі пізніше створили Pentatonix. Троє друзів створили акапельне тріо та почали привертати увагу в школі своїми каверами популярних пісень. У 2010 році вона закінчила середню школу Мартіна та відвідувала університет Оклахоми, де вивчала театральну музику на повну стипендію як національна іспаномовна стипендіатка. Під час навчання в коледжі вона приєдналася до Kappa Kappa Gamma. Вона залишила навчання до того, як отримала диплом, щоб створити Pentatonix.

## Кар'єра

### Pentatonix
У 2011 році шкільний друг Скотт Хоїнг запропонував Кірстін створити групу для акапельного конкурсу NBC The Sing-Off. Також приєднався Мітч Грассі. Разом вони створили акапельну групу Pentatonix запросивши Аві Каплана та Кевіна Олусолу. Група взяла участь і зрештою виграла третій сезон The Sing-Off. Відтоді вони випустили кілька альбомів і міні-альбомів, охопили понад 13 мільйонів підписників на YouTube, а також гастролювали в усьому світі. 8 лютого 2015 року Pentatonix виграли свою першу премію Греммі за найкраще аранжування, інструментальне або акапельне виконання пісні «Daft Punk» попурі. 15 лютого 2016 року Pentatonix виграли свою другу премію Греммі в тій же категорії за виконання пісні «Dance of the Sugar Plum Fairy», яка була включена до їх святкового альбому "That's Christmas to Me» . 12 лютого 2017 року Pentatonix виграли свою третю Греммі за найкращий дует/групове виконання кантрі кавер-версії пісні «Jolene» (feat. Dolly Parton).

### Сольні проєкти та виступи
У січні 2016 року Кірстін Мальдонадо виконала пісню «Over the Rainbow» на World Dog Awards на честь собак, які зіграли роль Тото в культовій історії про «Дивовижного чарівника країни Оз».
У лютому 2016 року акапельна група Voctave випустила відео «Disney Love Medley», у якому знялися Мальдонадо та її тодішній наречений Джеремі Льюїс. У відео Кірстін та Льюїс виконують пісні «I See the Light» з мультфільму «Заплутана історія», «You'll Be in My Heart» з «Тарзан» і «Go the Distance» з «Геркулес» з учасниками групи Voctave, які виконували бек-вокал. У травні 2016 року Мальдонадо разом із Грассі та Хоїнгом з'явилися в епізоді Кістки.
19 травня 2017 року Мальдонадо випустила свій перший сольний сингл «Break a Little». Її дебютний мініальбом «L O V E» вийшов 14 липня 2017 року. Мініальбом дебютував під номером 1 у чарті поп-альбомів iTunes. У 2018 році Мальдонадо дебютувала в Бродвейському театрі, зігравши Лорен у мюзиклі «Kinky Boots» разом зі співаком Джейком Ширсом і коміком Уейном Брейді:

## Особисте життя
Мальдонадо познайомилася зі співаком і підприємцем Джеремі Льюїсом у серпні 2013 року на «The Sing-Off», і вони почали зустрічатися в жовтні того ж року. Кірстін та Джеремі заручилися 29 травня 2016 року в Парижі, Франція. У 2017 році пара відклала своє весілля, щоб попрацювати над певними невідомими «питаннями», зрештою скасувавши весілля в жовтні.
Зараз Мальдонадо перебуває у стосунках із незалежним режисером і фотографом Беном Хаусдорфом. Вони зустрічаються з 2018 року і разом працювали над різними проєктами для Pentatonix. У березні 2022 року Кірстін з Беном оголосили, що чекають первістка.  Їхня донька Елліана Вайолет народилася 28 червня 2022 року.

## Дискографія
- Love (2017) (як kırstın™)

## Нагороди та номінації
| Рік  | Категорія                                   | Виконання                                                  | Результат | Покликання |
| ---- | ------------------------------------------- | ---------------------------------------------------------- | --------- | ---------- |
| 2017 | Видатне музичне виконання в денній програмі | «God Rest Ye Merry Gentlemen» на Rachael Ray (телесеріали) | Номінація | [ 33 ]     |

| Рік  | Категорія                                                     | Виконання                       | Результат | Покликання |
| ---- | ------------------------------------------------------------- | ------------------------------- | --------- | ---------- |
| 2015 | Найкраще аранжування, інструментальне або акапельне виконання | «Daft Punk»                     | Перемога  | [ 34 ]     |
| 2016 | Найкраще аранжування, інструментальне або акапельне виконання | «Dance of the Sugar Plum Fairy» | Перемога  | [ 35 ]     |
| 2017 | Найкращий дует/групове виконання кантрі                       | «Jolene» (feat. Dolly Parton)   | Перемога  | [ 36 ]     |

| Рік  | Категорія                  | Виконання                      | Результат | Покликання |
| ---- | -------------------------- | ------------------------------ | --------- | ---------- |
| 2014 | Найкраща кавер-пісня       | «Daft Punk»                    | Перемога  | [ 37 ]     |
| 2014 | Найкраща власна пісня      | «Love Again»                   | Номінація | [ 37 ]     |
| 2014 | Кращий музичний виконавець | Pentatonix                     | Номінація | [ 37 ]     |
| 2015 | Найкраща колаборація       | Pentatonix та Lindsey Stirling | Номінація | [ 38 ]     |
| 2015 | Найкраща кавер-пісня       | «Evolution of Michael Jackson» | Номінація | [ 38 ]     |

| Рік  | Категорія      | Виконання                          | Результат | Покликання |
| ---- | -------------- | ---------------------------------- | --------- | ---------- |
| 2013 | Відповідь року | «Radioactive» з (Lindsey Stirling) | Перемога  | [ 39 ]     |
| 2015 | Митець року    | Pentatonix                         | Перемога  | [ 40 ]     |

| Рік  | Категорія                  | Виконання  | Результат | Покликання |
| ---- | -------------------------- | ---------- | --------- | ---------- |
| 2015 | Найкращий музикант YouTube | Pentatonix | Перемога  | [ 41 ]     |

| Рік  | Категорія                      | Виконання              | Результат | Покликання |
| ---- | ------------------------------ | ---------------------- | --------- | ---------- |
| 2015 | Найкращий альбом Billboard 200 | That's Christmas to Me | Номінація | [ 42 ]     |
| 2015 | Найкращий митець Billboard 200 | Pentatonix             | Номінація | [ 43 ]     |

| Рік  | Категорія              | Виконання  | Результат | Покликання |
| ---- | ---------------------- | ---------- | --------- | ---------- |
| 2016 | Улюблена музична група | Pentatonix | Номінація | [ 44 ]     |
| 2017 | Улюблена музична група | Pentatonix | Номінація | [ 45 ]     |

| Рік  | Категорія            | Виконання     | Результат | Покликання |
| ---- | -------------------- | ------------- | --------- | ---------- |
| 2016 | Найкраща кавер-пісня | «Cheerleader» | Номінація | [ 46 ]     |

| Рік  | Категорія           | Виконання                      | Результат | Покликання |
| ---- | ------------------- | ------------------------------ | --------- | ---------- |
| 2016 | Відеоремікси/мешапи | «Evolution of Michael Jackson» | Номінація | [ 47 ]     |